# Livonia, Michigan
Livonia är en stad i nordvästra Wayne County i delstaten Michigan i USA. Staden har 96 942 invånare (2010) och utgör en del av Detroits storstadsområde Metro Detroit. 